# Михаил Ермолаевич (князь великопермский)
Михаи́л Ермола́евич (ум. в 1481 году) — князь Перми Великой.

## Биография
В 1451 году великий князь Василий Тёмный сделал своими наместниками в Перми Вычегодской князя Ермолая и его сына Василия, а другой сын Ермолая — Михаил стал вассальным правителем Перми Великой.
По сведениям Вычегодско-Вымской летописи «прислал князь великий Василей Васильевич на Пермскую землю наместника от роду вереиских князей Ермолая да за ним Ермолаем да за сыном ево Василием правити пермской землей Вычегоцкою, а старшево сына тово Ермолая, Михаила Ермолича, отпустил на Великая Пермь на Чердыню».
Княжение Михаила было неспокойным. В 1455 году прибывший в его владения для крещения пермяков епископ Питирим был убит неожиданно напавшими вогулами (манси). Крещение было завершено лишь в 1462 году епископом Ионой. В 1467 году Михаил без разрешения великого князя Ивана III заключил союз с соседями, вятчанами, против пелымских вогулов, и соединенные войска пермяков и вятичей взяли в плен их князя Асыку, но тому удалось бежать. Не разрывал князь Михаил и своих отношений с Великим Новгородом. В 1471 году Михаил Великопермский отказался участвовать в походе московских полков, возглавляемых братом великого князя Юрием, к Казани. Как указывает летописец: «Стоял Юрий под Казаню 5 дней, к городу не приступал, сожидаючи белозерцев и чердынцов, а чердынцы, убоясь не пошли, за казанцов задалися» (город Чердынь в средние века считался главным в Перми Великой).
После войны с Новгородом 1471 года, за которой вскоре последовало его окончательное включение в Великое княжество Московское, Иван III воспользовался некими обидами, нанесенными в Перми Великой московским купцам, в качестве предлога для карательной экспедиции — Чердынского похода. Весной 1472 года московские полки под командованием воеводы стародубского князя Фёдора Пёстрого разбили пермское войско, вышедшее им навстречу. Фёдор Пёстрый заложил русскую крепость в резиденции князя Михаила, городке Покча, откуда контролировал весь край до тех пор, пока Михаил, доставленный в Москву, не сумел оправдаться перед Иваном III, получить прощение и вернуться назад.
В 1481 году Асыка, князь пелымских вогулов, вновь напал на Пермь Великую. При защите Покчи князь Михаил и несколько его сыновей погибли.

## В искусстве
Князь Михаил является одним из главных героев романа Алексея Иванова «Сердце пармы», по которому был снят одноимённый фильм (его роль сыграл актёр Александр Кузнецов).